# Parc Nacional de Tsavo East

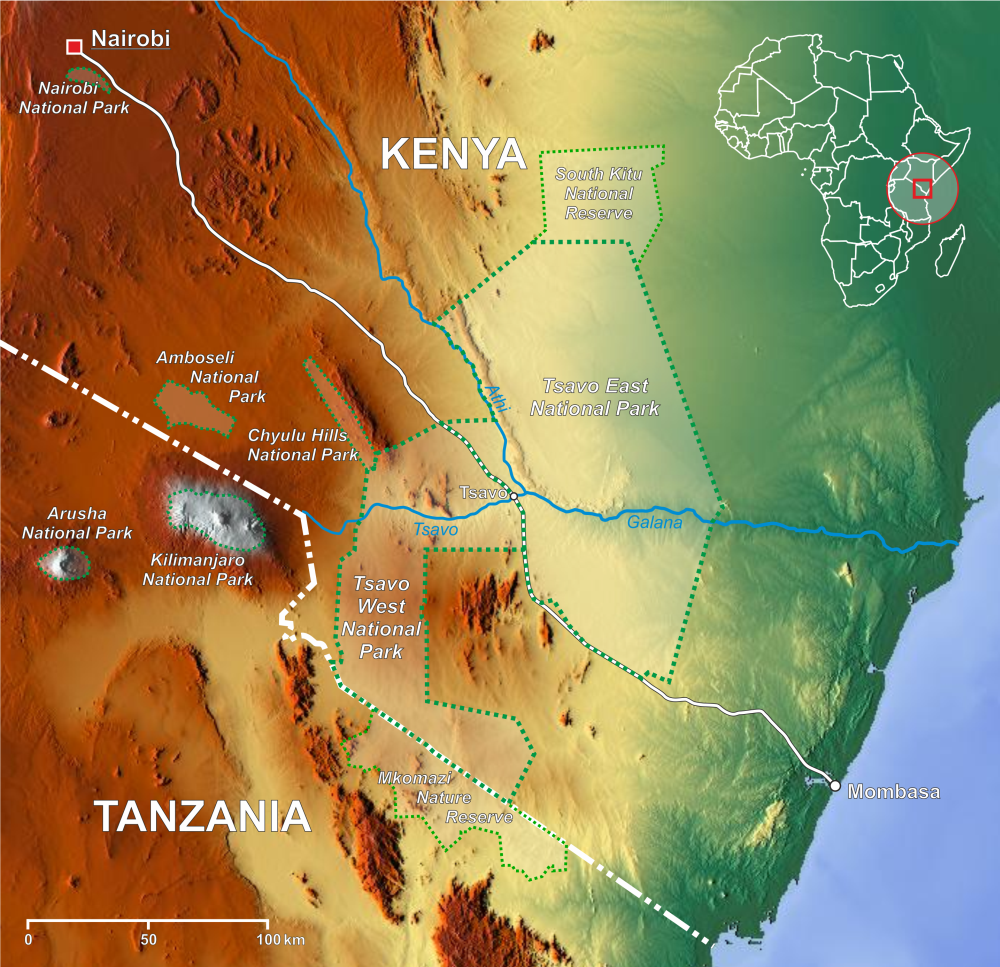
Ubicació del Parc nacional

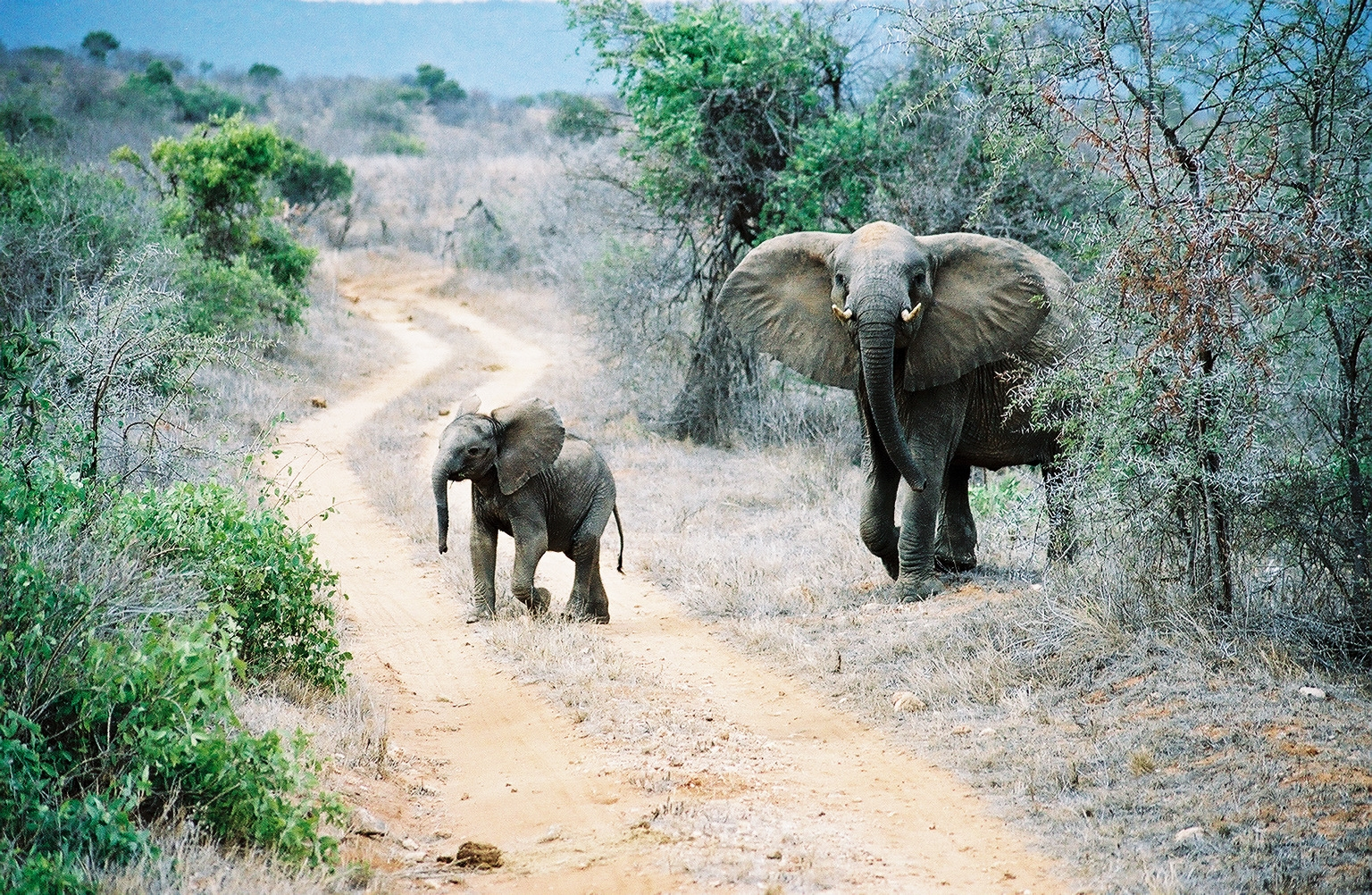
Elefants a Tsavo East

El Parc Nacional de Tsavo Est, en anglès: Tsavo East National Park és un dels parcs nacional més antics de Kenya. És gestionat per Kenya Wildlife Service. Ocupa una superfície de 13.747 km². Està situat en una zona semiàrida coneguda anteriorment com el Desert Taru, es va inaugurar l'abril de 1948. Esta a prop de la població de Voi al Comtat Taita-Taveta de l'antiga província Coast Province. Aquest parc està dividit entre les seccions est i oest per la carretera A109 i una via de ferrocarril. Rep el nom del Riu Tsavo, que discorre d'oest a est per aquest parc nacional, limita amb el Chyulu Hills National Park, i la Mkomazi Game Reserve de Tanzània.

## Geografia
La major part d'aquest parc està format per unes praderies i una sabana semiàrides. Conté una gran biodiversitat i gran quantitat de vida silvestre incloent els cinc grans: lleó masai, rinoceront negre, búfal del Cap, elefants i lleopards. També conté gran diversitat d'ocells com Balearica i l'ibis sagrat.
Tsavo East és lleugermaent més extens que Tsavo West i generalment és pla. Hi discorre el Riu Galana. Altres característiques són l'altiplà Yatta i la cascada de Frederick Lugard.
Tsavo West National Park és més muntanyenc i més humit que l'altra part, i té aiguamolls, el Llac Jipe i les Fonts Mzima.

## Caça furtiva
Entre l'any 2001 i el 2006 més de 100 lleons van ser morts dins l'ecosistema Amboseli-Tsavo.